# Presle
Pour les articles ayant des titres homophones, voir Presles.
Pour les articles homonymes, voir Presle.
Presle est une commune française située dans le département de la Savoie, en région Auvergne-Rhône-Alpes.

## Géographie

### Situation et description
Le village est perché sur les flancs de la vallée de La Rochette.

### Communes limitrophes
Le territoire de la commune est limitrophe de ceux de 6 communes :
| Valgelon-La Rochette |        | Le Verneil                                         |
|                      | Presle | Saint-Alban-d'Hurtières Saint-Pierre-de-Belleville |
| Arvillard            |        | Saint-Rémy-de-Maurienne                            |

## Urbanisme

### Typologie
Au 1er janvier 2024, Presle est catégorisée commune rurale à habitat dispersé, selon la nouvelle grille communale de densité à sept niveaux définie par l'Insee en 2022.
Elle appartient à l'unité urbaine d'Allevard, une agglomération inter-départementale regroupant neuf  communes, dont elle est une commune de la banlieue,,. Par ailleurs la commune fait partie de l'aire d'attraction de Valgelon-La Rochette, dont elle est une commune de la couronne,. Cette aire, qui regroupe 13 communes, est catégorisée dans les aires de moins de 50 000 habitants,.

### Occupation des sols
L'occupation des sols de la commune, telle qu'elle ressort de la base de données européenne d’occupation biophysique des sols Corine Land Cover (CLC), est marquée par l'importance des forêts et milieux semi-naturels (84,5 % en 2018), une proportion identique à celle de 1990 (84,5 %). La répartition détaillée en 2018 est la suivante : 
forêts (67 %), milieux à végétation arbustive et/ou herbacée (12,9 %), prairies (9,5 %), zones agricoles hétérogènes (5,9 %), espaces ouverts, sans ou avec peu de végétation (4,6 %).
L'IGN met par ailleurs à disposition un outil en ligne permettant de comparer l’évolution dans le temps de l’occupation des sols de la commune (ou de territoires à des échelles différentes). Plusieurs époques sont accessibles sous forme de cartes ou photos aériennes : la carte de Cassini (XVIIIe siècle), la carte d'état-major (1820-1866) et la période actuelle (1950 à aujourd'hui).

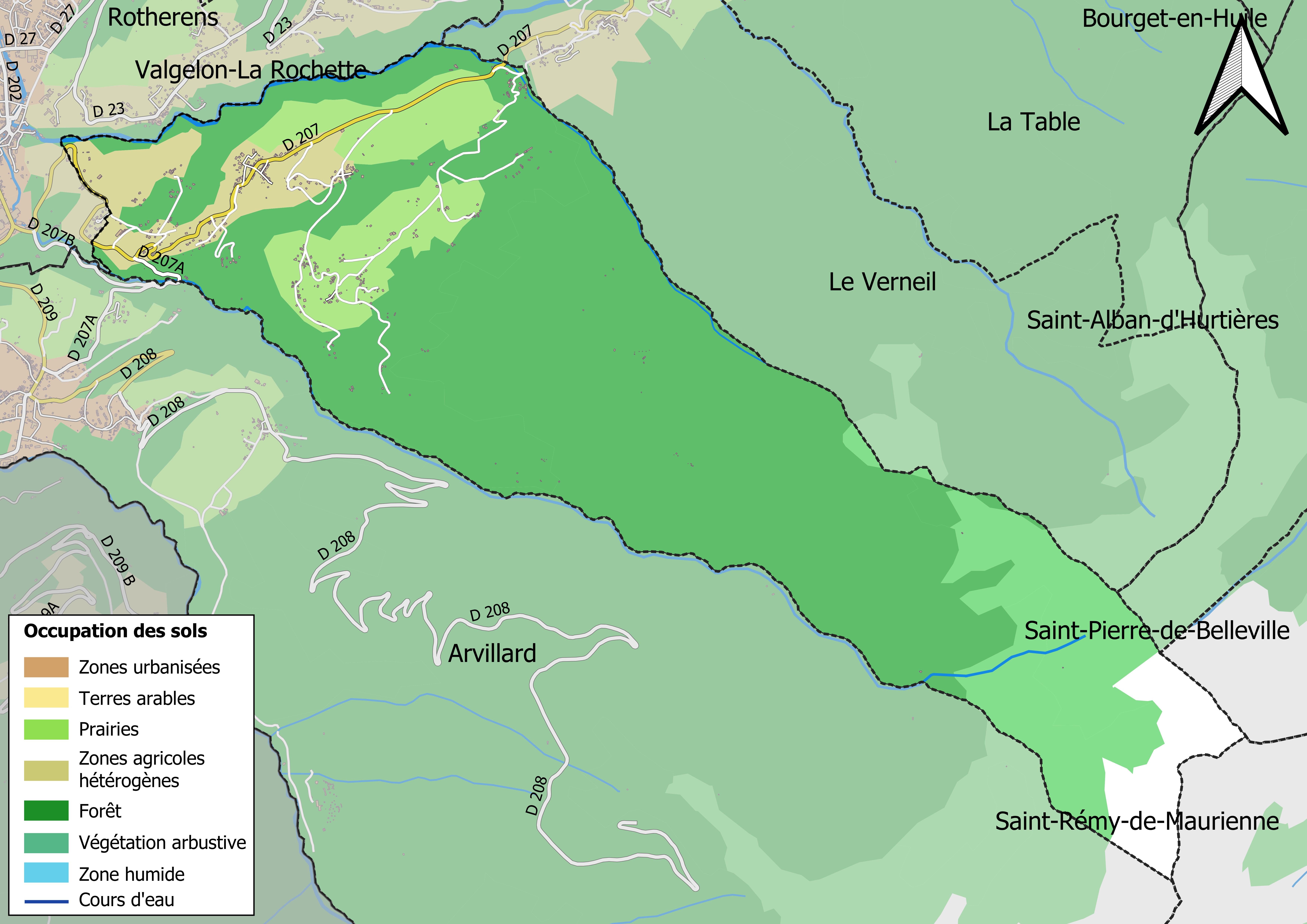
Carte des infrastructures et de l'occupation des sols en 2018 (CLC) de la commune.
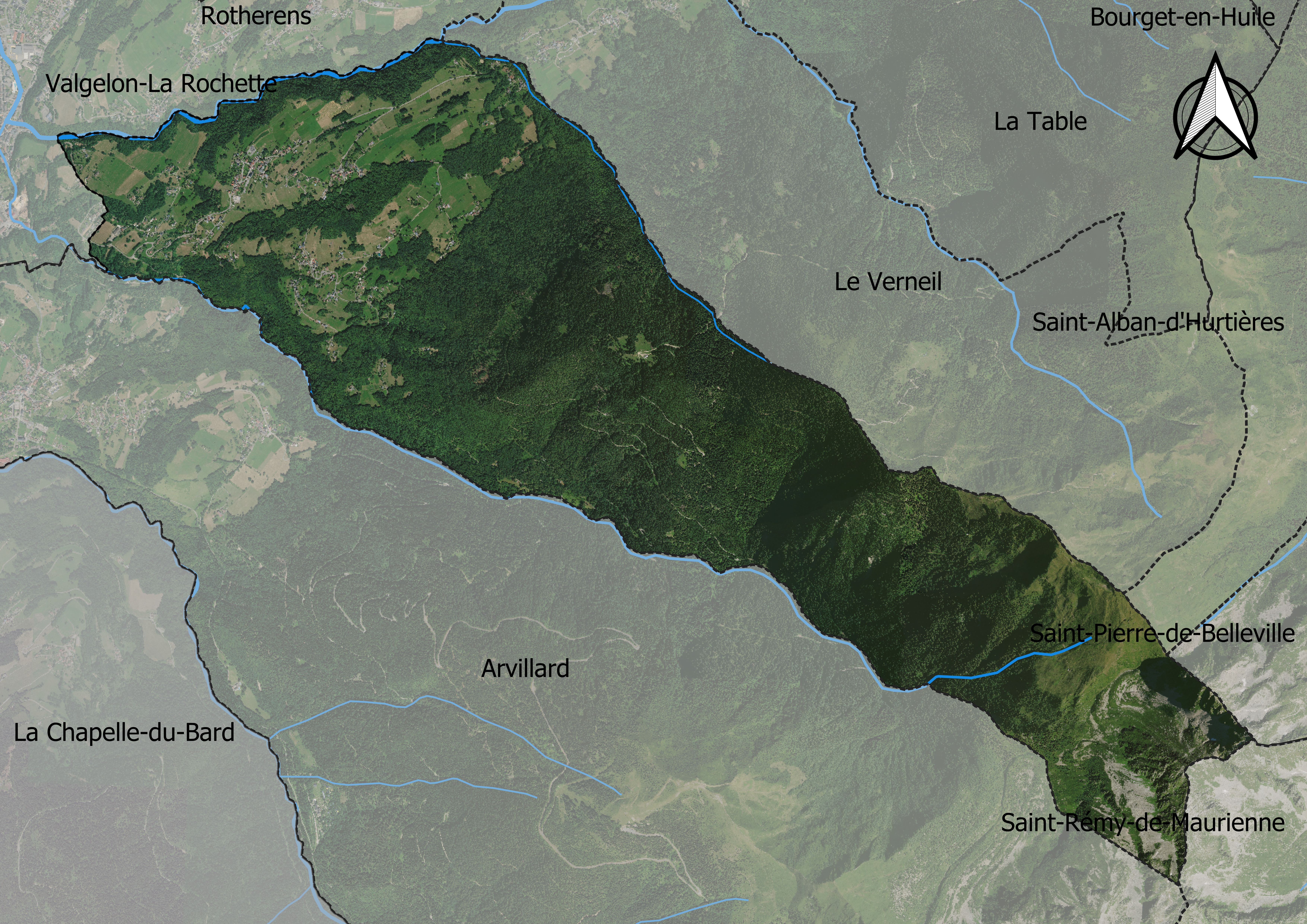
Carte orthophotogrammétrique de la commune.

## Toponymie
Dans les documents médiévaux, Presle est mentionnée sous les formes suivantes Curatus pratellarium (XIVe siècle), puis plus tardivement Prelles et Var Presles.
Le toponyme dériverait du bas latin pratellas, désignant des petits prés.
En francoprovençal, le nom de la commune s'écrit Préle, selon la graphie de Conflans.

## Histoire
Presle est située à la frontière de la Savoie et du Dauphiné, à quelques kilomètres du col du Grand Cucheron.
Elle possède une maison forte dite de Beauregard (appelé localement château), datant probablement de la fin du XIVe siècle, et fut peut-être fondée par la famille d'Arvillard, ou Savoie-Arvillard, durant la "petite guerre de cent ans entre Savoie et Dauphiné, pour asseoir son autorité par l’installation d’une branche cadette comme elle le fit pour les bâties alentour, ou par la famille d'Allinges, branche de Savoie Propre et seigneurs de la Rochette au 15eme siècle, et que Jean d'Allinges aurait donné à Jean Giroud dit Beauregard vers 1440.
La maison Beauregard fait probablement partie d'un ensemble défensif, complémentaire ou parallèle, aux châteaux et tours de la Combe de Savoie, à une époque incertaine en terme de frontières et d'alliances seigneuriales.
La maison de Beauregard et sa chapelle sont incendiées au XVIIe siècle et reconstruites sous la forme d'une villa italienne en 1714 par Hyacinthe Beauregard, avocat au Sénat de Savoie, et sa femme Péronne Milliet, branche Milliet d'Arvillard. 

## Politique et administration
La commune est membre de la Communauté de communes Cœur de Savoie. Elle appartient au Territoire du Cœur de Savoie, qui regroupe une quarantaine de communes de la Combe de Savoie et du Val Gelon.

### Liste des maires
| Période                                  | Période   | Identité                  | Étiquette | Qualité |
| ---------------------------------------- | --------- | ------------------------- | --------- | ------- |
| Les données manquantes sont à compléter. |           |                           |           |         |
| mars 2001                                | mars 2008 | Louisette Comparini       |           |         |
| mars 2008                                | juin 2020 | Éric Covarel              |           |         |
| juin 2020                                | En cours  | Jean-Yves Berger-Sabattel |           |         |

## Population et société
Les habitants de la commune sont appelés les Preslerins, selon le site de la commune ou le site sabaudia.org. Cependant le site communal donne aussi la forme Preslerains, que l'on retrouve dans Histoire des communes savoyardes (1984).

### Démographie
L'évolution du nombre d'habitants est connue à travers les recensements de la population effectués dans la commune depuis 1793. Pour les communes de moins de 10 000 habitants, une enquête de recensement portant sur toute la population est réalisée tous les cinq ans, les populations de référence des années intermédiaires étant quant à elles estimées par interpolation ou extrapolation. Pour la commune, le premier recensement exhaustif entrant dans le cadre du nouveau dispositif a été réalisé en 2004.

En 2022, la commune comptait 434 habitants, en évolution de +5,6 % par rapport à 2016 (Savoie : +3,63 %, France hors Mayotte : +2,11 %).
| 1793 | 1800  | 1806  | 1822  | 1838  | 1848  | 1858  | 1861  | 1866  |
| ---- | ----- | ----- | ----- | ----- | ----- | ----- | ----- | ----- |
| 756  | 1 084 | 1 029 | 1 055 | 1 188 | 1 157 | 1 056 | 1 049 | 1 046 |

| 1872  | 1876  | 1881 | 1886 | 1891 | 1896 | 1901 | 1906 | 1911 |
| ----- | ----- | ---- | ---- | ---- | ---- | ---- | ---- | ---- |
| 1 073 | 1 060 | 974  | 926  | 824  | 828  | 790  | 815  | 805  |

| 1921 | 1926 | 1931 | 1936 | 1946 | 1954 | 1962 | 1968 | 1975 |
| ---- | ---- | ---- | ---- | ---- | ---- | ---- | ---- | ---- |
| 657  | 656  | 550  | 510  | 460  | 447  | 375  | 306  | 250  |

| 1982 | 1990 | 1999 | 2004 | 2006 | 2009 | 2014 | 2019 | 2022 |
| ---- | ---- | ---- | ---- | ---- | ---- | ---- | ---- | ---- |
| 284  | 296  | 375  | 440  | 437  | 452  | 428  | 432  | 434  |

### Enseignement
La commune est rattachée à l'académie de Grenoble.

## Culture locale et patrimoine

### Lieux et monuments
- Église Saint-Vincent, avec portail des XVIe et XVIIe siècles et chapelles Sainte-Catherine et Saint-Blaise.
- Chapelles de montagnes dont Saint-Roch ou Saint-Sébastien, et la chapelle Saint-Jean-et-Saint-André dans la maison de Claude-François Giraud dit Beauregard en 1689.
- Chapelle de Prodin sur la montagne du même nom.

### Personnalités liées à la commune
- Sophie Gay, écrivaine, épouse de Sigismond Gay, baron de Lupigny, parfois confondue avec Sophie Beauregard, née Gay de Lupigny, sœur de Sigismond Gay et épouse d'Antoine Beauregard, de Presle (Savoie).